# Suzuki Boulevard S40
La Suzuki Boulevard S40 (antes Suzuki LS650 Savage) es una motocicleta crucero fabricada por Suzuki Motor Corporation para el mercado japonés y exportada a Nueva Zelanda, Norte América, así como a Chile y otros países. Desde enero de 2015 la S40 se vende en Australia por primera vez desde que la motocicleta de 4 velocidades LS650 estuvo disponible en los 1980s.
Su último año de producción fue en el 2020

## Historia
Fabricada y comercializada como la Savage de 1986 a 2004, la motocicleta fue renombrada para el modelo del 2005 como la Boulevard S40. La LS650 se ha mantenido casi sin cambios, más que algunos cambios cosméticos. Recibiendo una transmisión de 5 velocidades en lugar de 4 en 1993. Con un peso a punto de381 lb (172,8 kilogramos), la Suzuki comercializa la S40 como una motocicleta para novatos como introducción a su línea de motocicletas crucero." Con una altura menor a 28 plg (711 milímetros) y manubrio más recto, la moto es adecuada para motociclistas altos y bajos.

## Comparativas
La LS650 Savage fue la primera crucera fabricada por Suzuki en 1986. La Kawasaki Vulcan 400 crucera de iniciación con un motor V2 fue introducida el mismo año, la y la Vulcan 500 LTD con un motor en línea de 2 cilindros fue introducida en 1985 y 1990. Una de las pocas cruceras con eje y cardán en lugar de transmisión a cadena o banda la Yamaha Virago 535 fue introducida en 1987. Honda lanzó la Shadow VLX, con un motor V2 de 583 cc en 1988 para competir contra la Savage. La Savage era una moto muy mesurada, con un motor de gran par-motor (aunque de baja potencia para su desplazamiento) que exigía poco a su piloto.
Comparada con la descontinuada Buell Blast, la que tenía un motor monocilíndrico de 492 cc. con una vibración un poco mayor, la S40 es más versátil y económica.
La Boulevard S40 llena el espacio entre las menos potentes cruceras de 250 cc y las cruceras más poderosas de 2 cilindros de entre 500 y 650 cc. La competencia de la S40 de parte de cruceras menores viene de la Yamaha V-Star 250 y la Honda Rebel 250. Aunque algunos consideran a la S40 demasiado potente para un motociclista novato, el bajo peso y el asiento de baja altura la hacen principiantes que piensan que las motocicletas de 250 cc son demasiado pequeñas. La S40 tiene sus rivales de mayor tamaño en las Yamaha V-Star 650 Custom, así como en las Honda Shadow Spirit 750, que destacan sus asientos super bajos. Similarmente las Sportster XL883L "Low," y la "SuperLow," son las motocicletas de Harley-Davidson para principiantes.

## Desempeño

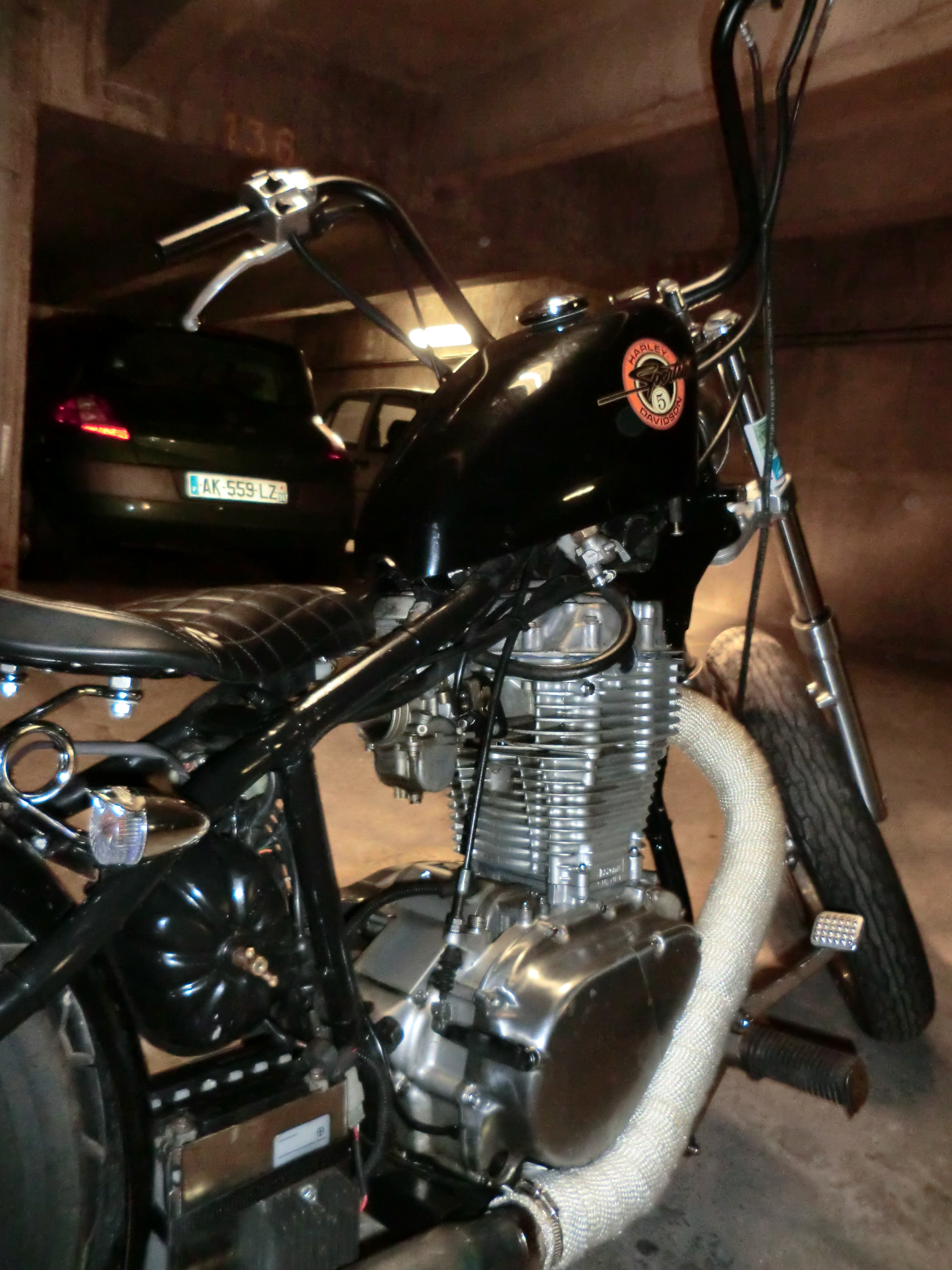
Suzuki LS650 engine in a customized frame

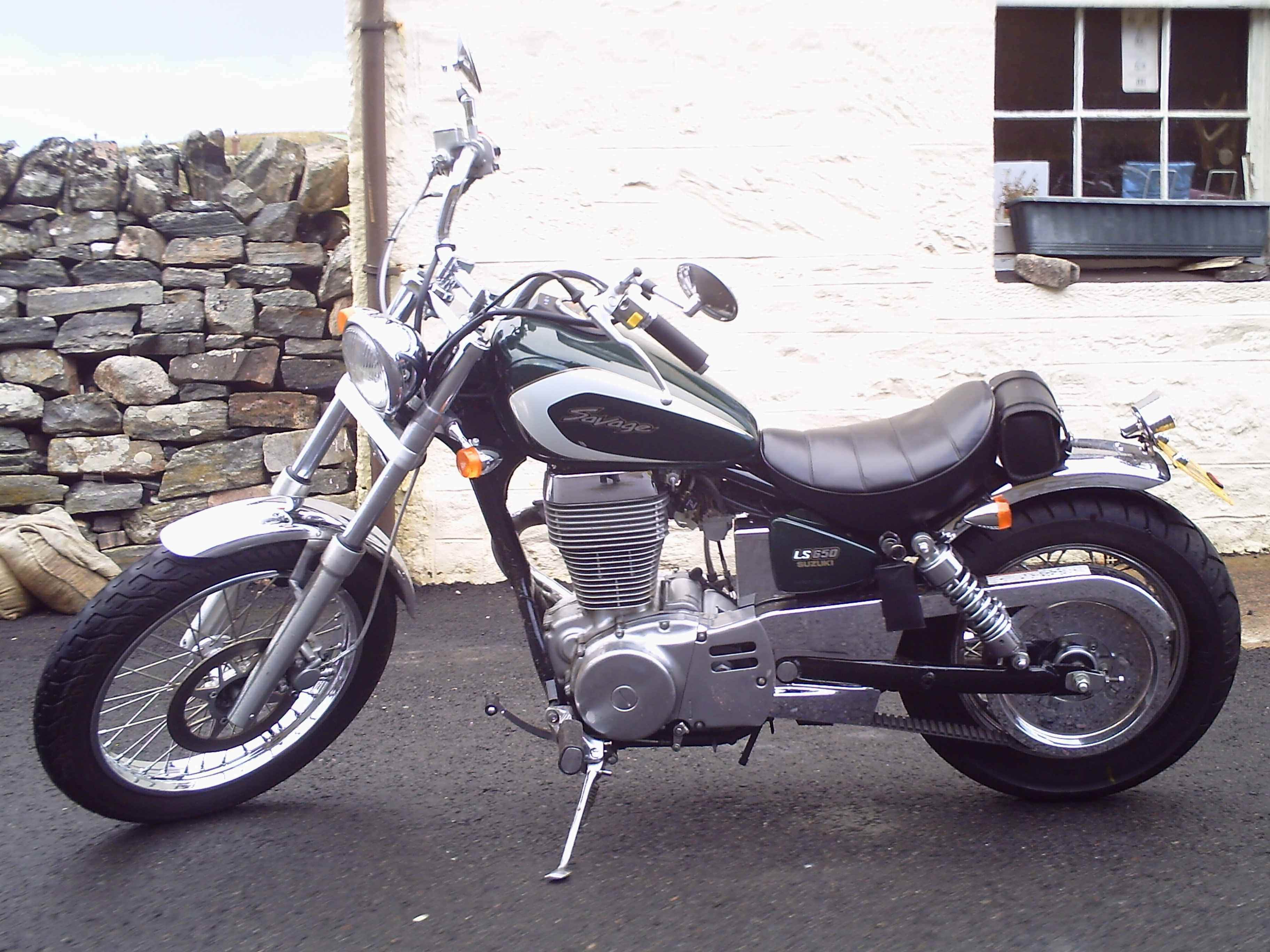
2000 Suzuki LS650 Savage

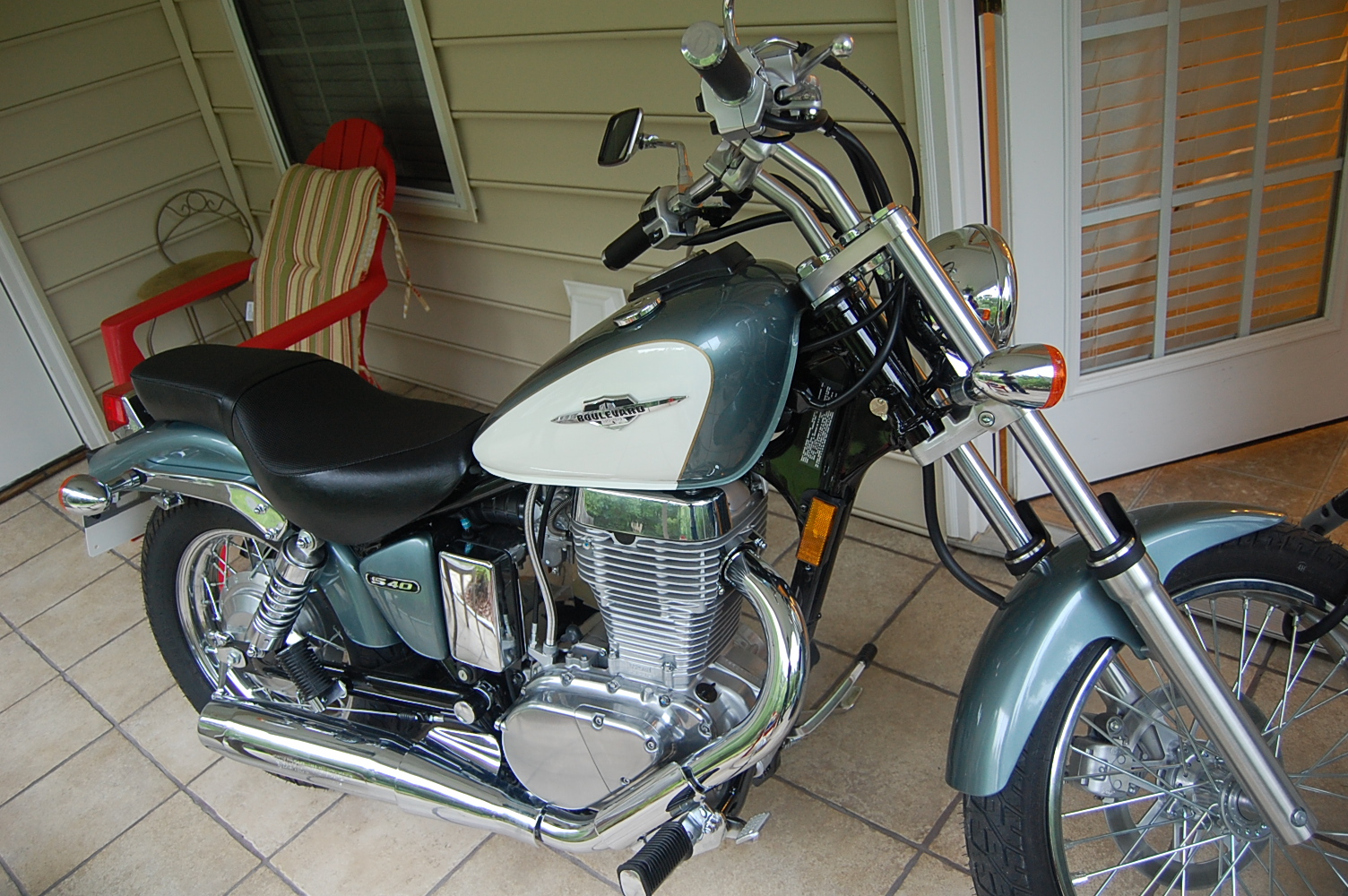
2011 Suzuki Boulevard S40

El motor de la Boulevard 40's tiene un desplazamiento de 652 cc, es de 4 tiempos, es enfriado por aire, árbol SOHC, incorpora una cámara de combustión de doble torbellino (TSCC) un diseño usado por primera vez en la Suzuki GSX series y que mejora la eficiencia la combustión disminuyendo la contaminación. Este motor tiene un balancín en el cigüeñal, da una potencia de 38.46 hp . A 60 mph (97 kilómetros por hora) el motor gira a 3940 rpms.
En 1996 Motorcycle Consumer News midió 24.6 hp en la llanta trasera de una LS650 Savage, y un par-motor de 30.5 libras-pie. La LS650 logró el cuarto de milla en 15.3 segundos a 81,1 mph (130,5 kilómetros por hora), y un consumo promedio de 50 mpg (21.3 km/l). En el 2006, la revista Motorcycle Cruiser midió en una S40, 16.35 segundos para el cuarto de milla a 77,2 mph (124 kilómetros por hora). El consumo promedio fue de 52,9 mpgAm (22,5 kilómetros por litro).